# Otacilia hippocampa
Otacilia hippocampa (лат.) — вид аранеоморфных пауков рода Otacilia из семейства Phrurolithidae.

## Распространение
Встречаются в Китае (Хунань).

## Описание
Мелкие пауки, длина тела около 3 мм (самки от 2,56 до 2,96 мм; самцы от 2,17 до 2,65 мм). Основная окраска желтовато-коричневая с серыми и чёрными отметинами. Хелицеры с двумя щетинками на передней стороне. Формула ног: 4123. Распределение шипиков на ногах: бёдра I–d2-pl3, II–d1-pl2, III–d0, IV-d1; голени I–II с несколькими парами вентральных шипиков. Пальпы самцов с одним простым апофизисом RTA (ретролатеральный голенный апофизис), а гениталии их самок со сравнительно длинной, сильно склеротизированной сперматекой. 
Наземные пауки, обитающие в опавших листьях на лесной подстилке.

## Таксономия и этимология
Вид был впервые описан в 2016 году группой китайских арахнологов (Jin C., Fu L., Yin X. C., Zhang F.; Hebei University, Баодин, Хэбэй, Китай) по материалам из Китая. Включён в видовую группу armatissima-group. Видовое название происходит от латинского имени морских коньков («Hippocampus»), по причине сходства их формы с  формой частей гениталий самок паука (изогнутый копулятивный проток, идущий к сперматеке).